# Falcatifolium
Falcatifolium – rodzaj drzew i krzewów z rodziny zastrzalinowatych (Podocarpaceae). Obejmuje 6 gatunków występujących na obszarze od Malezji i Filipin i Nową Kaledonię.

## Morfologia
PokrójDwupienne krzewy i drzewa osiągające ponad 20 m.
LiścieWyrastają skrętolegle, ale ułożone są dwustronnie. Są równowąskie, o długości do ok. 2–3 cm.
Organy generatywneStrobile wyrastają na wyspecjalizowanych rozgałęzieniach pędów. Męskie są wydłużone i zebrane w niewielkie skupienia. Strobile żeńskie wyrastają na odgiętych, łuskowatych szypułach. Są czerwone i zawierają pojedynczy zalążek. Nasiono pozbawione jest skrzydełek.

## Systematyka
Jeden z rodzajów rodziny zastrzalinowatych (Podocarpaceae).
Wykaz gatunków
- Falcatifolium angustum de Laub.
- Falcatifolium falciforme (Parl.) de Laub.
- Falcatifolium gruezoi de Laub.
- Falcatifolium papuanum de Laub.
- Falcatifolium sleumeri de Laub. & Silba
- Falcatifolium taxoides (Brongn. & Gris) de Laub.